# Heinz Braun (Politiker)
Heinz Braun (* 10. April 1888 in Neuss als Heinrich Braun; † 22. Dezember 1962 in Zürich, Schweiz) war ein deutscher Jurist und Politiker (SPS). Sein Bruder war der Politiker Max (Matze) Braun, der Vorsitzende der Saar-SPD vor der Volksabstimmung im Saargebiet 1935.

## Leben und Beruf
Nach dem Abitur absolvierte Braun zunächst ein Lehrerseminar und arbeitete dann als Volksschullehrer. Anschließend studierte er Philologie und Rechtswissenschaft an den Universitäten in Bonn und Halle. Er war ab 1924 als Rechtsanwalt in Magdeburg tätig und gehörte während der Zeit der Weimarer Republik dem Vorstand des Reichsbanners Schwarz-Rot-Gold an, den er als Syndikus in Gerichtsprozessen vertrat. Er war auch Stadtverordneter von Magdeburg. Nach der Machtübernahme der Nationalsozialisten gehörte sein Buch "Am Justizmord vorbei: der Fall Kölling-Haas; dargestellt nach Gerichtsakten und Zeitdokumenten" zu den im Mai 1933 öffentlich verbrannten Büchern. 1933 wurde Braun kurzzeitig in „Schutzhaft“ genommen. Danach floh er ins Saargebiet, wo er als Redakteur für die Magdeburger Volksstimme arbeitete. Er emigrierte 1935 nach Frankreich, setzte dort seine journalistische Tätigkeit fort und arbeitete ab 1936 als Justitiar für das Office pour les refugiés Sarrois. Nach der deutschen Besetzung Frankreichs floh er 1940 über Casablanca nach Großbritannien. Im selben Jahr wurde er aus dem Deutschen Reich ausgebürgert. Dort war er von 1942 bis 1945 als Mitglied der Gruppe der Parlamentarier um Karl Höltermann im Ministry of Economic Warfare sowie beim Foreign Office in London tätig.
Nach dem Zweiten Weltkrieg kehrte Braun nach Deutschland zurück. Er war 1945/46 Berater am Nürnberger Gerichtshof und wirkte von 1946 bis 1951 als Generalstaatsanwalt im Saarland. Sein Nachlass ist im Landesarchiv Saarbrücken überliefert und beinhaltet v. a. Unterlagen zu den Nürnberger Prozessen.

## Politik
Braun trat nach 1945 in die SPS ein, gehörte 1947 der Verfassungskommission des Saarlandes und der Gesetzgebenden Versammlung des Saarlandes an und war anschließend bis 1955 Mitglied des Saarländischen Landtages. Vom 20. Dezember 1947 bis zum 14. April 1951 sowie erneut vom 23. Dezember 1952 bis zum 17. Juli 1954 amtierte er als Justizminister in der von Ministerpräsident Johannes Hoffmann geführten Regierung des Saarlandes. Außerdem war er von 1949 bis 1955 Präsident der Europa-Union Saar. von 1949 bis 1956 war er daneben auch in Saarbrücken Stadtverordneter. Nach der Saarabstimmung zog er sich aus der aktiven Politik zurück. Im März 1958 übersiedelte er in die Schweiz.

## Veröffentlichungen
- Zwei Streitfragen über die Allgemeinverbindlichkeit von Tarifverträgen nach § 2 der Verordnung vom 23. Dezember 1918, Halle-Wittenberg, Univ.-Diss., 1922.
- Am Justizmord vorbei: Der Fall Kölling-Haas – dargestellt nach Gerichtsakten und Zeitdokumenten. Pfannkuch, Magdeburg 1928.